# Граб (Требиње)
Граб је насељено мјесто у граду Требиње, Република Српска, БиХ. Према попису становништва из 2013. у насељу је живјело 75 становника.

## Становништво
| Демографија | Демографија | Демографија |
| Година      | Становника  | Становника  |
| ----------- | ----------- | ----------- |
| 1961.       | 254         |             |
| 1971.       | 221         |             |
| 1981.       | 190         |             |
| 1991.       | 135         |             |
| 2013.       | 75          |             |